# Єнакієвський трамвай
Єна́кієвський трамва́й — система електричного трамвая у місті Єнакієве Донецької області.

## Історія
Рух першою трамвайною лінією було відкрито 24 травня 1932 року. Лінія пролягала від Палацу культури до мосту через річку Булавинку. Рух відкривав один вагон типу «Х», було збудоване невелике депо на 1 вагон. 22 жовтня 1932 року лінію подовжена на північ від мосту — до Червоного Містечка (рос. Красного Городка).
7 листопада 1933 року відкрито рух новою лінією — від залізничного переїзду до шахти «Червоний Профінтерн». Оскільки над залізницею не було шляхопроводу і не було фізичної можливості сполучити обидві мережі, у 1934 році першу лінію подовжено на захід до залізничного вокзалу.
До Другої світової війни в місті існувало дві незалежні трамвайні мережі, так як місто поділене надвоє залізничною лінією Кринична — Єнакієве — Вуглегірськ. Відомо, що до війни були маршрути до Червоного Містечка (кінцева сучасного маршруту № 1) по праву сторону залізниці; маршрут на Блочок (декілька зупинок до шахти «Червоний Жовтень») та на селище до сучасного мікрорайону «Черемушки». Напередодні війни довжина обох ліній становила 8,8 км, у місті працювало 8 вагонів.
Дані про роботу трамваю під час війни відсутні. Однак під час війни трамвайна мережа майже була не пошкоджена — лише було демонтовано контактний дріт та знищено міст через річку Булавинка. Єдиною лінією, що її так і не була відновлена після закінчення війни, була 700-метрова дільниця від центру до залізничного вокзалу.
У вересні 1944 року відновлено рух південною лінією (спершу лише до мосту, а 1946 року — до Червоного Містечка) та невдовзі — північною, до Червоного базару. Однак, через брак електроенергії, у 1944—1945 роках трамвай працював нерегулярно. 1948 року відновлена лінія до шахти «Червоний Профінтерн».
У 1950—1960-ті роки до міста надійшли нові вагони — спершу КТМ-1/КТП-1, згодом — КТМ-2/КТП-2. 
Впродовж 1950 — 1960-х років лінія на Блочок подовжена до шахти «Червоний Жовтень», добудована лінія до сучасного мікрорайону «Черемушки» та побудоване розворотне кільце в центрі.
Наприкінці 1961 року було зведено шляхопровід над залізницею і обидві частини мережі, що доти 28 років існували окремо, було об'єднано у єдину мережу.
Водночас 1960-ті роки були періодом зростання мережі — 1965 року відкрито лінію до селища імені Ватутіна вулицею Лермонтова та проспектом Берегового. Впродовж 1967—1969 років у дві черги збудовано лінію вулицями Гагаріна та Кумача до шахти «Червоний Жовтень». У 1972 році на цій лінії відкрито нове трамвайне депо на 100 місць.
У 1970—1980-ті роки розвитку мережі не відбувалося, натомість оновлюється рухомий склад. З 1976 року надходять нові вагони КТМ-5М3, натомість до кінця 1970-х років старі вагони КТМ-1/КТП-1 та КТМ-2/КТП-2 були списані.
Останнє розширення мережі відбулося у 1992 році, коли було відкрито лінію вулицями Лазо, Нагірною та Брайляна до мікрорайону «Гірник» (імені Брайляна).

Схема трамвайних маршрутів станом на 2012 рік

У 1990-2000-ті роки Єнакієвський трамвай не зазнав занепаду — не відбулося ані суттєвого скорочення кількості рухомого складу, ані закриття ліній. Натомість у 1994 року надійшло 5 нових вагонів ЛТ-10, які,  через конструктивні недоліки, пропрацювали лише до 1997 року (списані у 2007 році).
Наприкінці 2000-х років трамвай у місті Єнакієве, на відміну від багатьох міст Донбасу, був основним міським транспортом, і, незважаючи на серйозну конкуренцію з боку автотранспорту, продовжував здійснювати значні пасажироперевезення за своїми маршрутами.
З 1 лютого 2013 року рішенням сесії Єнакієвської міської ради вартість місячних проїзних квитків була знижена та становила:
- для школярів — 10 грн;
- для студентів та учнів ПТУ — 20 грн;
- загальногромадянський — 40 грн;
- для підприємств і організацій — 60 грн.

Вартість разових проїзних квитків залишалася без змін — 1,00 грн.
Трамвайна система з 2014 року
2 вересня 2014 року, через обстріл центру міста, була дуже пошкоджена контактна мережа трамвая між зупинками «Палац молоді» та «Вулиця Калініна». 23 листопада 2014 року, в результаті обстрілу, пошкоджена контактна мережа на кінцевій зупинці «Вулиця Брайлян».
8 грудня 2014 року, у зв'язку з черговим руйнуванням к/ст. «Вулиця Брайлян», був тимчасово відкритий маршрут № 2. 10 грудня 2014 року, о 13:30, завершено відновлення к/ст. «Вулиця Брайлян», маршрут № 4 знову розпочав роботу, а маршрут № 2 припинив існування.
18 січня 2015 року, в результаті обстрілу втретє зруйновано кільце «Вулиця Брайлян», яке на наступний день було відновлено.
11 квітня 2015 року КП «Єнакієвське трамвайно-тролейбусне управління», яке раніше відповідало за роботу єнакієвського трамваю та вуглегірського тролейбуса, пройшло процес перереєстрації невизнаною владою «ДНР» в якості лише трамвайного підприємства.
З 18 по 20 травня 2015 року Єнакієвське трамвайне депо оголосило про безстроковий страйк через невиплати зарплат, рух трамваїв на маршрутах був припинений.
З 17 листопада 2015 року збільшено випуск на лінію до 9 вагонів, у зв'язку з поверненням водіїв.
З 1 грудня 2015 року маршрут № 3 переведений на безкондукторну систему оплати, а з 11 січня 2016 року маршрути № 1 та № 4 також обслуговуються без кондукторів, кожен вагон обладнаний компостерами. Пасажири для оплати проїзду повинні закомпостувати разовий квиток, придбаний у водія. Пільгова категорія пасажирів повинна мати при собі документ, що підтверджує право на пільговий проїзд. Абонентні талони є можливість придбати в кіосках на зупинках на вулицях Калініна та Лермонтова.
Нині довжина трамвайної мережі становить 32,7 км. З 2015 року трамвайна мережа знаходиться в занедбаному стані через відсутність запчастин та ремонту вагонів.

## Маршрути
Близько 1994 року побудована лінія до 16-го мікрорайону до кінцевої зупинки «Вулиця Брайлян». Нині діють трамвайні маршрути № 1, 3 та 4:
| № | Маршрут руху                                                                                            |
| 1 | Червоне Містечко — вул. Свердлова — вул. Лермонтова — Черемушки (селище Ватутіна)                       |
| 3 | Черемушки (селище Ватутіна) — вул. Лермонтова — вул. Тіунова — вул. Гагаріна — Шахта «Червоний Жовтень» |
| 4 | Військкомат (Центр) — вул. Тіунова — вул. Брайляна — Мікрорайон ім. Брайляна (Гірник)                   |

Маршрут № 2 Військкомат — шахта «Червоний Жовтень» скасований у 1997 році. Таким чином, було майже втрачено пряме трамвайне сполучення між Блочком та шахтою «Червоний Жовтень» з центром міста, за винятком нульових рейсів маршруту № 4 і частини нульових рейсів маршруту № 1.

## Рухомий склад
В Єнакієвому експлуатувалося 55 вагонів КТМ-5, з яких станом на 1 січня 2011 року залишалося — 37, а також 4 службових вагони.
| Модель       | Кількість на вересень 2014 | Кількість на грудень 2017 |
| КТМ-5        | 33                         | 27                        |
| 71-623       | 3                          | 3                         |
| ГС-4 (ГВРЗ)  | 2                          | 1                         |
| ГС-4 (КРТТЗ) | 2                          | 1                         |

Станом на грудень 2017 року на балансі підприємства 27 вагонів КТМ-5, 3 вагони 71-623 та 2 службових вагони ГС-4 (ГВРЗ), ГС-4 (КРТТЗ).